# 職業壁球協會
職業壁球協會（英語：Professional Squash Association，縮寫：PSA）是管理男子職業壁球選手事務的組織，其運作方式如同網球的國際職業網球協會（ATP）。每年有超過120場PSA巡迴賽在世界各地舉辦，並登記有超過500位職業選手，並每個月公布最新世界排名，這與ATP每週更新排名是不同的。

## PSA巡迴賽
PSA巡迴賽每年賽季有超過一百個巡迴賽，並依照其獎金分為:
- 世界錦標賽
- 世界系列賽
- 國際賽
- 挑戰賽
- 近衛星賽

## 外部連結
- PSA官方網站
- PSA World Rankings世界排名